# Колунго
Колунго (ісп. Colungo) — муніципалітет в Іспанії, у складі автономної спільноти Арагон, у провінції Уеска. Населення — 157 осіб (2009).
Муніципалітет розташований на відстані близько 370 км на північний схід від Мадрида, 39 км на схід від Уески.
На території муніципалітету розташовані такі населені пункти: (дані про населення за 2009 рік)
- Аске: 13 осіб
- Колунго: 134 особи

## Демографія
Динаміка населення (INE ):

## Галерея зображень

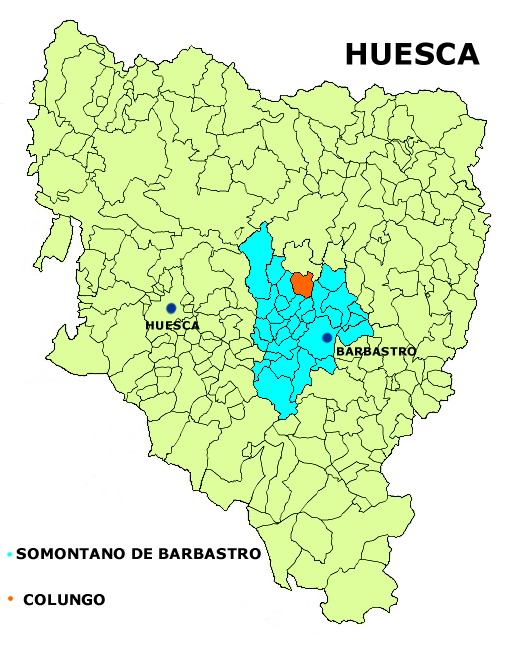
Розташування муніципалітету